# Bényei Balázs (labdarúgó)
Bényei Balázs (Debrecen, 1990. január 10. –) magyar labdarúgó. Jelenleg a Debreceni EAC játékosa, posztját tekintve hátvéd.

## Pályafutása
A Debreceni VSC-ben nevelkedett. A 2012/2013-as szezonban kölcsönben szerepelt az akkor NB II-es Mezőkövesd csapatában, majd visszatért a Lokihoz, és a fiókcsapatban, a Létavértesben futballozott. Ezt követően került Békéscsabára, ahol három szezont töltött, és itt mutatkozott be az NB I-ben is. A viharsarkiaknál összesen 78 bajnoki mérkőzést játszott, ebből 28 alkalommal az élvonalban lépett pályára.

## Statisztika

### Klub
Utolsó elszámolt mérkőzés: 2017. október 14.
Dőlttel a még le nem zárult szezonokat és az abban elért eredményeket jelöltük.
| Klub                  | Szezon           | Bajnokság        | Bajnokság | Bajnokság | Kupa  | Kupa | Ligakupa | Ligakupa | Bajnokok-ligája | Bajnokok-ligája | Európa Liga | Európa Liga | Összesen | Összesen |
| Klub                  | Szezon           | Divízió          | Mérk.     | Gól       | Mérk. | Gól  | Mérk.    | Gól      | Mérk.           | Gól             | Mérk.       | Gól         | Mérk.    | Gól      |
| --------------------- | ---------------- | ---------------- | --------- | --------- | ----- | ---- | -------- | -------- | --------------- | --------------- | ----------- | ----------- | -------- | -------- |
| Létavértes SC '97     |                  |                  |           |           |       |      |          |          |                 |                 |             |             |          |          |
| 2008–2009             | NB III Tisza cs. | 30               | 1         | 1         | 1     | —    | —        | —        | —               | —               | —           | 31          | 2        |          |
| 2009–2010             | NB III Tisza cs. | 24               | 1         | 1         | 0     | —    | —        | —        | —               | —               | —           | 25          | 1        |          |
| 2012 tavasz           | NB III Tisza cs. | 11               | 3         | 4         | 2     | —    | —        | —        | —               | —               | —           | 15          | 5        |          |
| 2013–2014             | NB III Tisza cs. | 25               | 1         | 0         | 0     | —    | —        | —        | —               | —               | —           | 25          | 1        |          |
| Összesen              | Összesen         | 90               | 6         | 6         | 3     | —    | —        | —        | —               | —               | —           | 96          | 9        |          |
| Debreceni VSC–DEAC    |                  |                  |           |           |       |      |          |          |                 |                 |             |             |          |          |
| 2010–2011             | NB II Keleti cs. | 15               | 0         | 2         | 0     | —    | —        | —        | —               | —               | —           | 17          | 0        |          |
| 2011 ősz              | NB II Keleti cs. | 14               | 0         | 2         | 0     | —    | —        | —        | —               | —               | —           | 16          | 0        |          |
| Összesen              | Összesen         | 29               | 0         | 4         | 0     | —    | —        | —        | —               | —               | —           | 33          | 0        |          |
| Mezőkövesd–Zsóry      |                  |                  |           |           |       |      |          |          |                 |                 |             |             |          |          |
| 2012–2013             | NB II            | 8                | 0         | 0         | 0     | —    | —        | —        | —               | —               | —           | 8           | 0        |          |
| Összesen              | Összesen         | 8                | 0         | 0         | 0     | —    | —        | —        | —               | —               | —           | 8           | 0        |          |
| Békéscsaba 1912 Előre |                  |                  |           |           |       |      |          |          |                 |                 |             |             |          |          |
| 2014–2015             | NB II            | 26               | 1         | 3         | 0     | 3    | 0        | —        | —               | —               | —           | 32          | 1        |          |
| 2015–2016             | NB I             | 28               | 0         | 6         | 0     | —    | —        | —        | —               | —               | —           | 34          | 0        |          |
| 2016–2017             | NB II            | 23               | 1         | 2         | 0     | —    | —        | —        | —               | —               | —           | 25          | 1        |          |
| 2016–2017             | NB III           | 1                | 0         | 0         | 0     | —    | —        | —        | —               | —               | —           | 1           | 0        |          |
| Összesen              | Összesen         | 78               | 2         | 11        | 0     | 3    | 0        | —        | —               | —               | —           | 92          | 2        |          |
| Debreceni VSC         |                  |                  |           |           |       |      |          |          |                 |                 |             |             |          |          |
| 2017–2018             | OTP Bank Liga    | 10               | 0         | 0         | 0     | —    | —        | —        | —               | —               | —           | 10          | 0        |          |
| Összesen              | Összesen         | 10               | 0         | 0         | 0     | —    | —        | —        | —               | —               | —           | 10          | 0        |          |
| Karrier összesen      | Karrier összesen | Karrier összesen | 215       | 8         | 21    | 3    | 3        | 0        | 0               | 0               | 0           | 0           | 239      | 11       |